# تراول سرویس (اسلواکی)
تراول سرویس (به انگلیسی: Travel Service) یک شرکت هواپیمایی با کد یاتا 6D است که در تاریخ ۲۰۱۰ میلادی تأسیس شده است. دفتر مرکزی تراول سرویس در براتیسلاوا، اسلواکی واقع شده‌است و به ۲۷ مقصد، پرواز مستقیم انجام می‌دهد.

## مقصدهای پروازی
آفریقا
 کیپ ورد
- بوآ ویستا، کیپ ورد - فرودگاه رابیل

 مصر
- غردقه - فرودگاه بین‌المللی غردقه
- مرسی علم - فرودگاه بین‌المللی مرسی عالم
- شرم‌الشیخ - فرودگاه بین‌المللی شرم‌الشیخ
- طابا - فرودگاه بین‌المللی طابا

 کنیا
- مومباسا - فرودگاه بین‌المللی موا

 تونس
- جربه - فرودگاه بین‌المللی دیربا–زارزیس
- المنستیر - فرودگاه بین‌المللی منستیر – حبیب بورقیبه

آسیا
 اسرائیل
- تل‌آویو - فرودگاه بین‌المللی بن گوریون

 ترکیه
- آنتالیا - فرودگاه آنتالیا
- بودروم - فرودگاه میلاس-بودروم
- دالامان - فرودگاه دالامان

 امارات متحده عربی
- دبی - فرودگاه بین‌المللی دوبی

اروپا
 آلبانی
- تیرانا - فرودگاه بین‌المللی مادر ترزای تیرانا

 بلغارستان
- بورگاس - فرودگاه بورگاس

 قبرس
- لارناکا - فرودگاه بین‌المللی لارناکا

 یونان
- کورفو - فرودگاه بین‌المللی کورفو
- هراکلیون - فرودگاه بین‌المللی هراکلین
- کاوالا-فرودگاه بین‌المللی کاوالا
- جزیره کس - فرودگاه بین‌المللی جزیره کوس
- پاتراس - فرودگاه آراکسوس
- رودس - فرودگاه بین‌المللی رود
- زاکینتوس - فرودگاه بین‌المللی زاکینثوس

 ایتالیا
- کالیاری - فرودگاه کگلیاری-الماس
- لامتزیا ترمه - فرودگاه لامتزیا ترمه
- پالرمو - فرودگاه پالرمو

 مالت
- مالت - فرودگاه بین‌المللی مالت

 اسلواکی
- براتیسلاوا - فرودگاه‌ام. آر. استفانیک قطب
- کوشیتسه - فرودگاه بین‌المللی کوشیتسه
- سلیاچ - فرودگاه سیلاچ

 اسپانیا
- آلمریا - فرودگاه آلمریا
- فوئرته‌ونتورا - فرودگاه فوئرته‌ونتورا
- گران کاناریا - فرودگاه گرن کناریا
- ایبیزا، اسپانیا - فرودگاه ایبیزا (اسپانیا)
- مالاگا - فرودگاه مالاگا
- مینورکا - فرودگاه منورکا
- پالما د مایورکا - فرودگاه پالما د مایورکا